# Magnetické ztráty
V magnetickém obvodu dochází při střídavé magnetizaci feromagnetika ke ztrátám přeměnou elektrické a magnetické energie na energii tepelnou. Ztráty vyjadřujeme prostřednictvím ztrátového výkonu, který má tři složky:
- Ztráty vířivými proudy Pv - důsledek elektrické vodivosti feromagnetických materiálů

Pv = 4/3 . d2 . B2 . f2 . V/ρ
f - frekvence magnetického pole
V - objem feromagnetika
ρ - rezistivita feromagnetika
d - tloušťka feromagnetika
B - indukce magnetického pole
- Ztráty hysterézní Ph - důsledek magnetické hystereze při cyklickém magnetování feromagnetik

Ph = f . Ss .V
f - frekvence magnetického pole
V - objem feromagnetika
Ss - plocha hysterezní smyčky
- Ztráty přídavné Pp - dány rozdílem mezi celkovými ztrátami PFe a součtem ztrát Pv + Ph. (Dolní index u celkových ztrát určen materiálem, jehož ztrátami se zabýváme; zde např. železo.)

- Celkové ztráty PFe

PFe = Pv + Ph + Pp
- Měrné ztráty p

p = PFe /( V.ρ)
V - objem feromagnetika
ρ - hustota feromagnetika
Celkové magnetické ztráty je možné snížit přídavkem křemíku do materiálu, nebo nahrazením jednoho kusu materiálu blokem složeným z tenkých vzájemně izolovaných plechů.